# Planetring
 Der er for få eller ingen kildehenvisninger i denne artikel, hvilket er et problem. Du kan hjælpe ved at angive troværdige kilder til de påstande, som fremføres i artiklen.

En planetring er en ring af støv eller andre små partikler, der er i omløb om en planet i et fladt skivelignende område. De mest kendte planetringe findes ved Saturn, men de øvrige gaskæmper i solsystemet (Jupiter, Uranus og Neptun) har også planetringe. Derudover har dværgplaneten Haumea en planetring, ligesom Rhea, Saturns måne, tilsyneladende også et ringsystem.

## Overblik
Det antages, at planetringe kan være opstået på tre måder: 
- Ud fra materiale fra protoplanetskiven, der var inden for Hill-sfæren for planeten og derfor ikke kunne vokse sammen til måner
- Fra rester af en måne, der var blevet ødelagt ved en voldsom ekstern påvirkning
- Fra rester af en måne, der var blevet ødelagt på vej ind i planetens Hill-sfære.

De fleste planetringe opfattes som ustabile og ventes at forsvinde i løbet af nogle millioner år, men det menes dog, at Saturns ringe er temmelig gamle – fra solsystemets tidligste tider.
Sommetider har planetringene "hyrdemåner", dvs. små måner, der er i omløb nær de yderste kanter af ringene eller i huller i ringene. Disse hyrdemåners tyngdekraft skaber en skarpt defineret kant på ringen, idet materialer, der kommer for tæt på hyrdemånen enten sendes tilbage til ringen, sendes væk fra systemet eller bliver en del af månen selv.
Flere af Jupiters små inderste måner, især Metis og Adrastea, befinder sig i Jupiters ringsystem og samtidig inden for Jupiters Hill-sfære. Muligvis består disse ringe af materialer, der er blevet stødt væk fra disse to legemer af Jupiters tidevandskraft. En måne, der befinder sig inden for Hill-sfæren, holdes udelukkende sammen af dens mekaniske styrke frem for af dens tyngdekraft, så løst materiale på dens overflade kan simpelt hen "falde væk" fra overfladen og derved slutte sig til ringene.
Neptuns ringe er meget usædvanlige ved, at skønt man i første omgang opfattede dem som ukomplette buer efter observationer fra Jorden, viste Voyager 2's billeder dem som komplette ringe med nogle lyse klynger. Man forestiller sig, at hyrdemånen Galateas tyngdekrafts indflydelse sammen med muligvis flere endnu uopdagede hyrdemåner er skyld i disse klynger.
Pluto har ingen kendte planetringe.
Derudover forventes det, at Phobos, en af Mars' måner, vil blive opløst og danne en planetring om cirka 50 millioner år på grund af dens tætte omløbsbane. Endelig er det en almindelig antagelse, at Jorden før dannelsen af Månen havde et ringsystem.[kilde mangler]